# R-360 Neptun
L'R-360 Neptun (ucraïnès: Р-360 «Нептун»), de vegades traduït com a Neptú, és un míssil de creuer antivaixell ucraïnès costaner desenvolupat per l'empresa estatal ucraïnesa d'armaments Lutx i basat en el míssil antivaixell soviètic Kh-35, amb un abast i una electrònica substancialment millorades. El míssil fou dissenyat per a destruir vaixells de guerra de superfície i vaixells de transport amb un desplaçament de fins a 5.000 tones, sia en combois, sia per separat. Entrà en servei amb la Marina d'Ucraïna el març del 2021.

## Desenvolupament
El míssil fou mostrat per primera vegada al públic durant l'exhibició Weapons and Security 2015 a Kíiv. Les primeres proves de vol del míssil es dugueren a terme el 22 de març del 2016 en presència del secretari del Consell Nacional de Seguretat i Defensa (CNSD), Oleksandr Turtxínov. A mitjans del 2017, els míssils es provaren simultàniament amb les proves del complex de míssils Vilkha. Els resultats de les proves no es publicaren. Segons el servei de premsa del Consell Nacional de Seguretat i Defensa, les primeres proves de vol reeixides del míssil es dugueren a terme el 30 de gener del 2018 i el 17 d'agost del 2018 el míssil encertà un objectiu a una distància de 100 km al sud de l'óblast d'Odessa. El 6 d'abril del 2019, el míssil es provà novament amb èxit i encertà objectius durant les seves proves prop d'Odessa. Segons el president Petrò Poroixenko, el sistema Neptun es lliuraria a les Forces Armades d'Ucraïna el desembre del 2019.
Després de la retirada tant dels Estats Units com de Rússia del tractat sobre forces nuclears de mitjà abast, Ucraïna anuncià que estava considerant desenvolupar míssils de creuer de mitjà abast. Els analistes consideraven que un míssil Neptun d'abast ampliat era un candidat per a aquest rol. El 2020, el comandant de la Marina d'Ucraïna plantejà que amb l'abast de 300 km dels míssils Neptun, Ucraïna podria atacar els accessos a Sebastòpol i reconquerir Crimea.

## Història operacional
El març del 2021, la Marina d'Ucraïna rebé les seves primeres unitats del míssil RK-360MC Neptun. El 13 d'abril del 2022, durant la invasió russa d'Ucraïna, fonts ucraïneses afirmaren que el creuer rus Moskvà havia estat tocat per dos míssils Neptun, cosa que provocà una explosió de les municions que portava a bord. El Ministeri de Defensa de Rússia declarà per la seva banda, sense discutir la causa, que un incendi havia provocat l'explosió de municions i que la tripulació havia estat evacuada completament del vaixell. Posteriorment es comunicà que el vaixell encara surava, però més tard els mitjans estatals russos informaren que s'havia enfonsat a causa de les inclemències del temps mentre era remolcat.
Segons els mitjans ucraïnesos, el 23 d'agost del 2023, un míssil Neptun modificat fou emprat per destruir el radar d'un sistema de míssils S-400 apostat al cap de Tarkhankut (Crimea) des del 2016. El 14 de setembre, una onada de drons i dos míssils Neptun eliminaren una bateria antiaèria S-300 i S-400, de nou a Crimea.

## Galeria

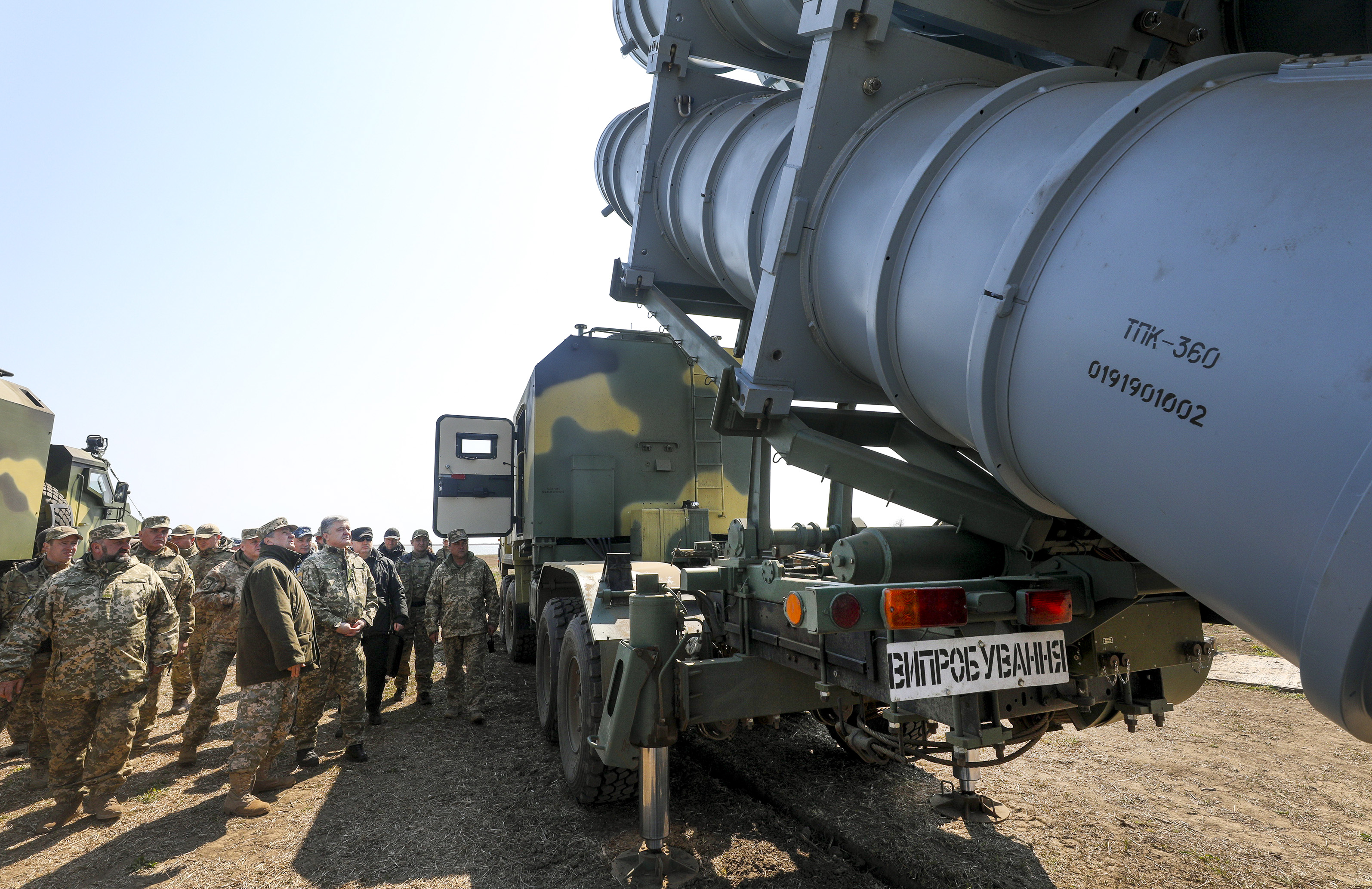
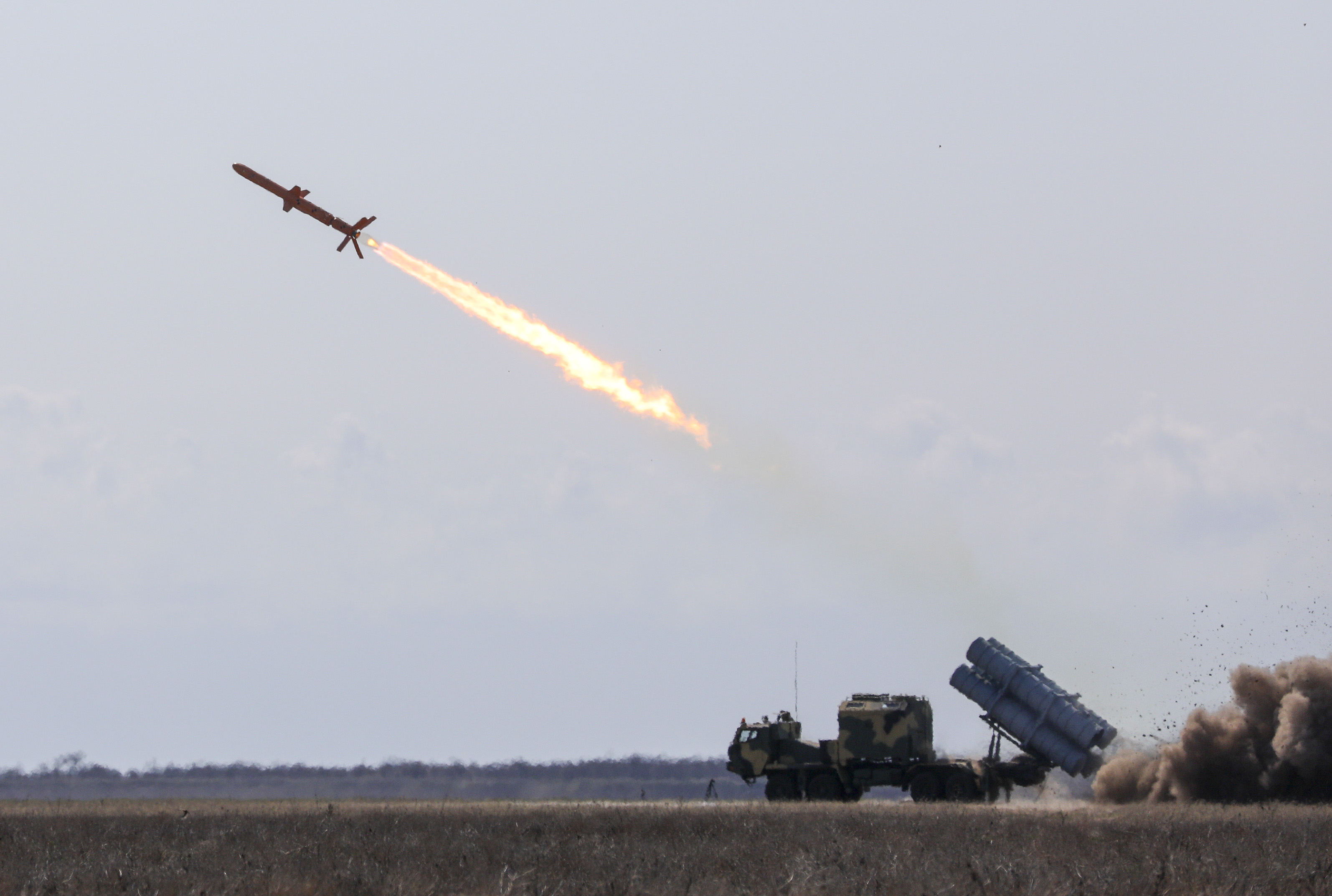
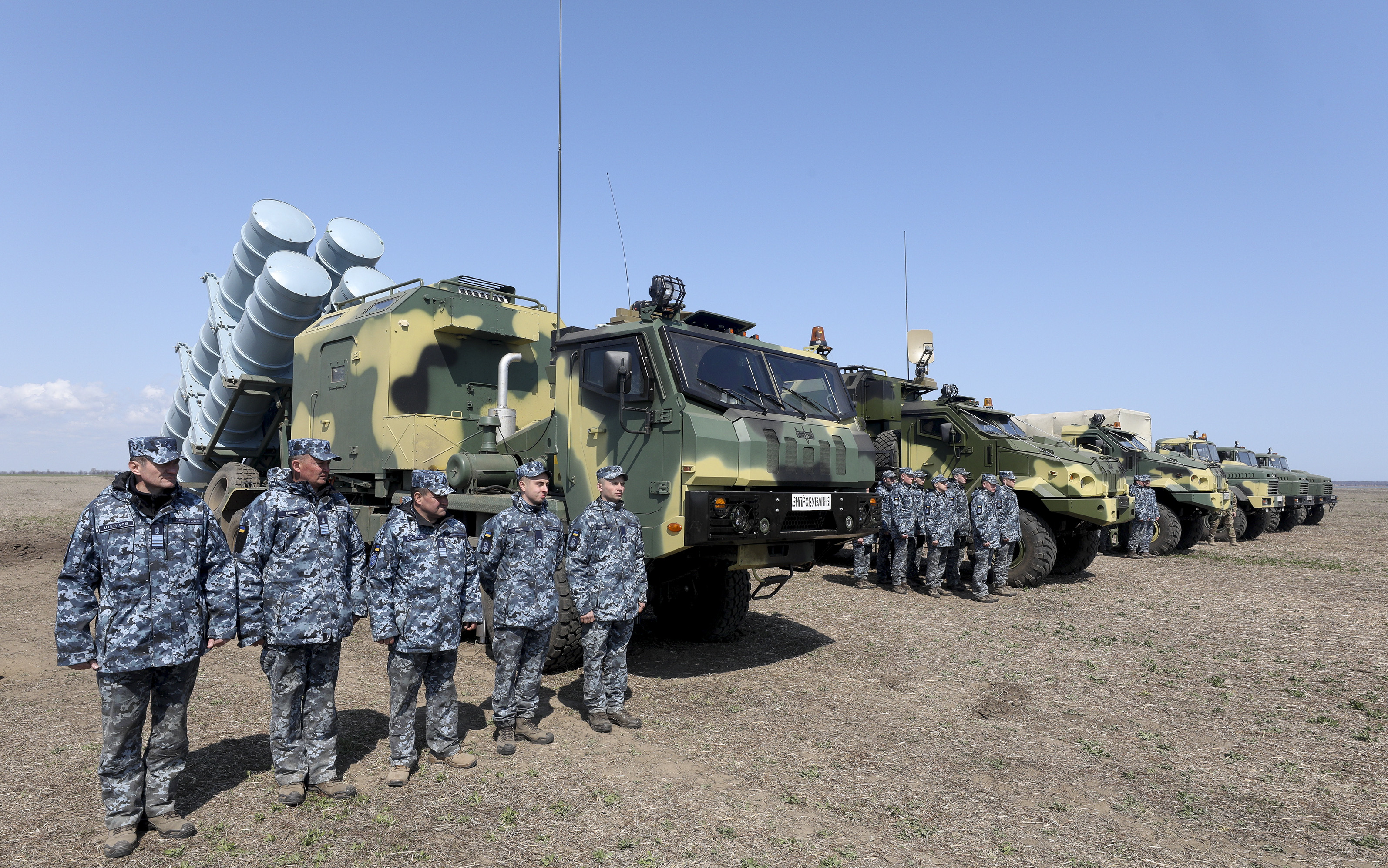

## Operadors
Ucraïna
- Marina d'Ucraïna